# Air Inter
Air Inter war eine französische Fluggesellschaft mit Sitz in Paray-Vieille-Poste, die 1997 von Air France übernommen und mit dieser verschmolzen wurde.

## Geschichte

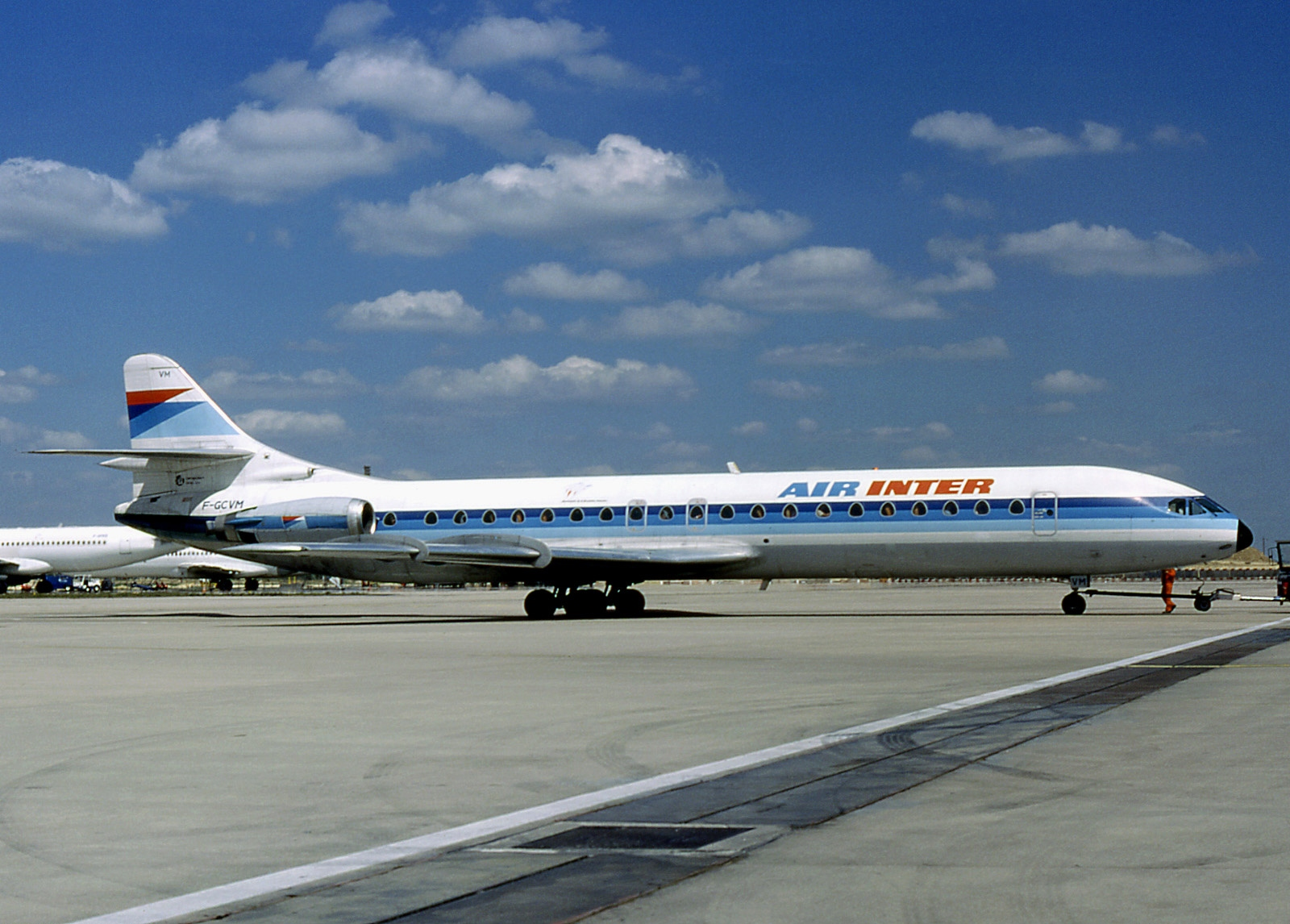
Eine Sud Aviation Caravelle 12 der Air Inter

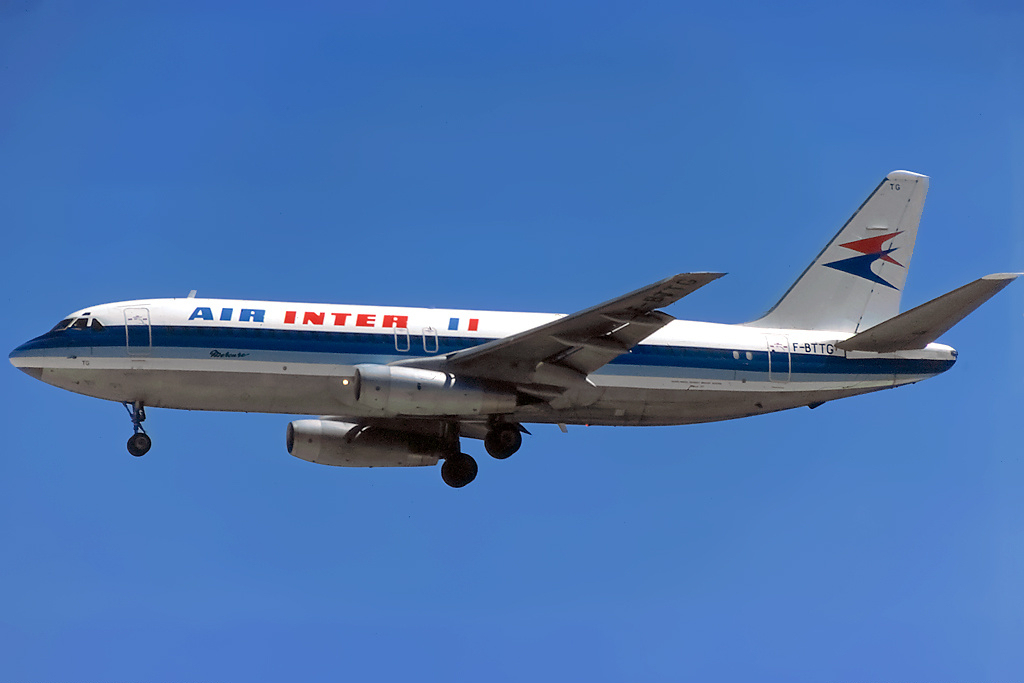
Dassault Mercure der Air Inter, 1979

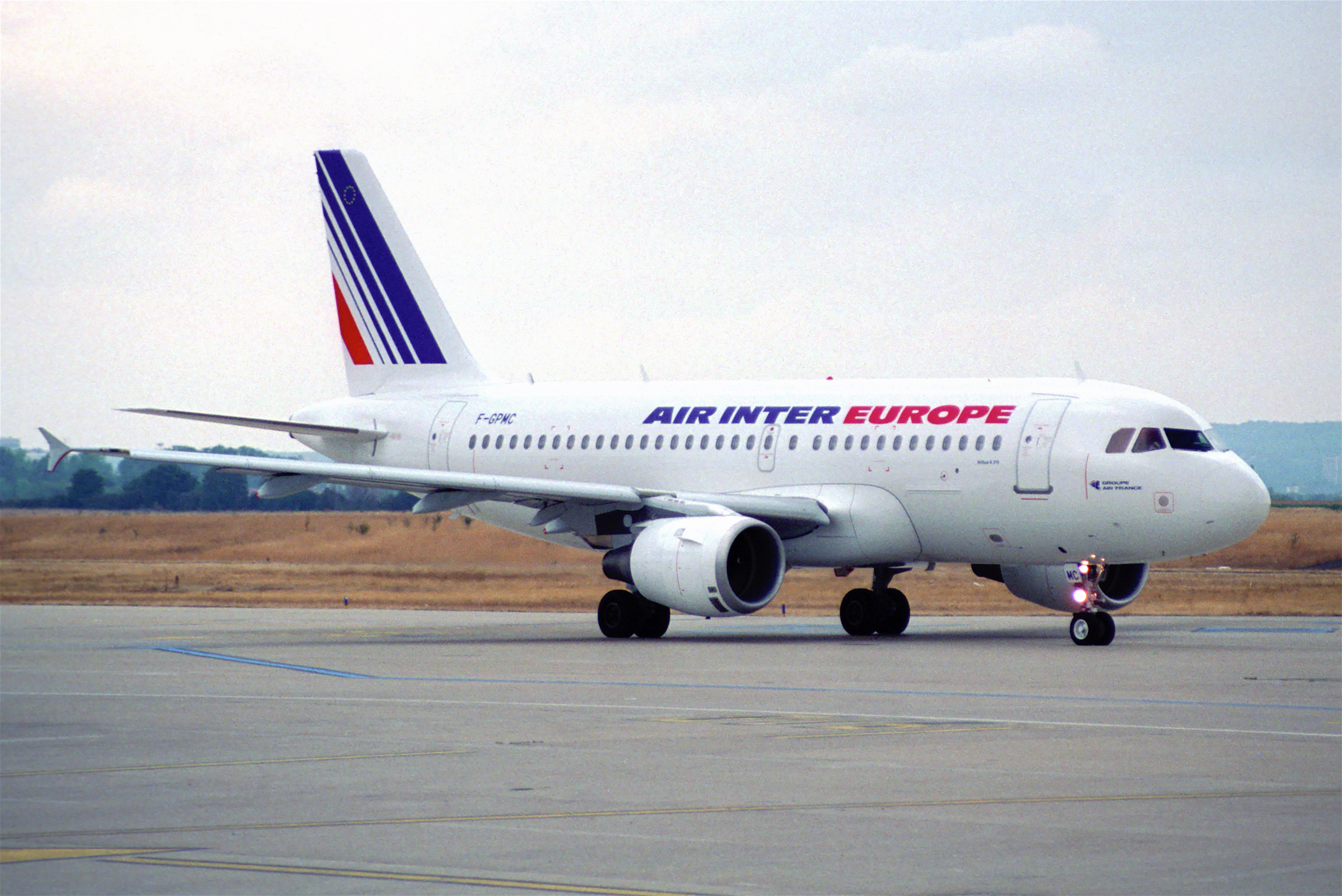
Ein Airbus A319 der Air Inter

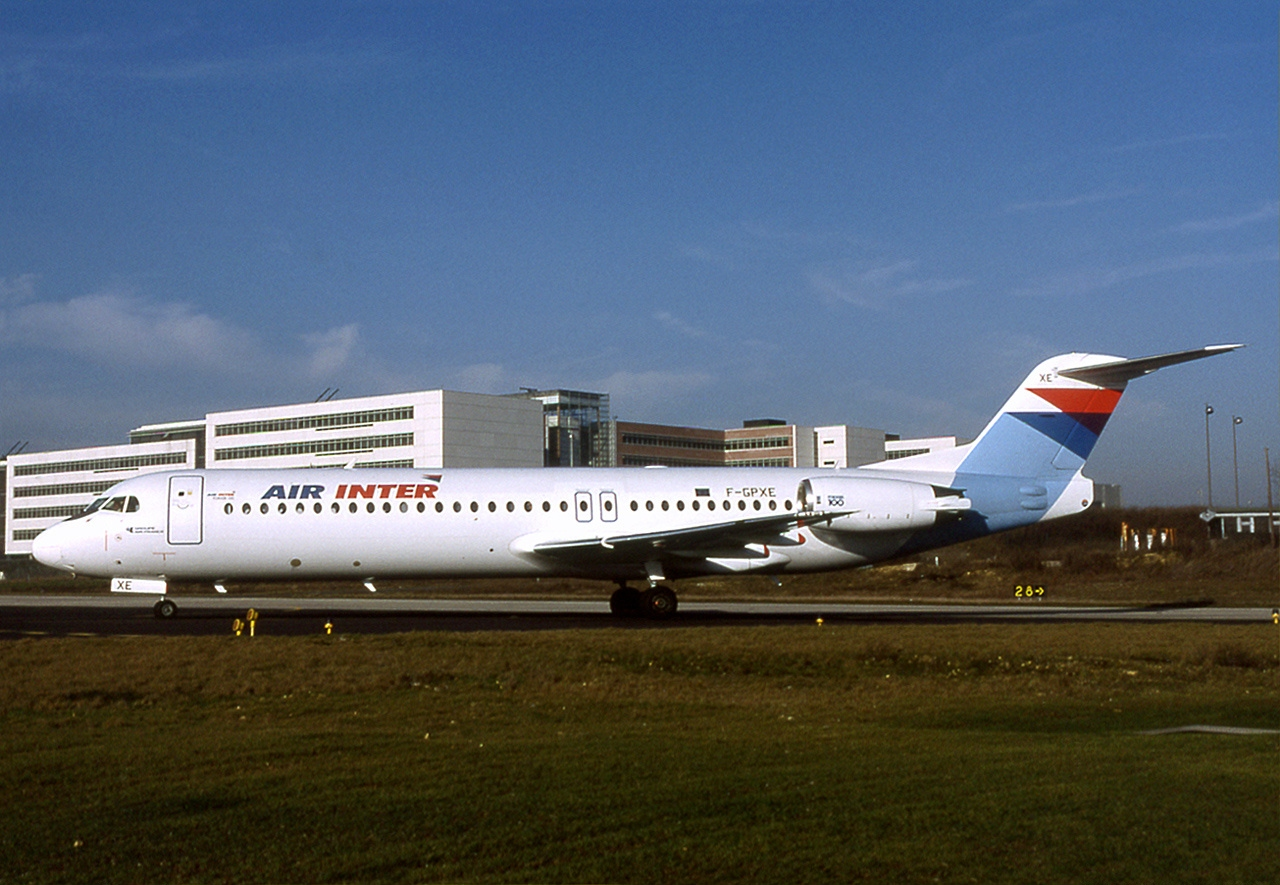
Eine Fokker 100 der Air Inter

### Erste Jahre
Air Inter wurde am 12. November 1954 auf Initiative verschiedener Unternehmen des Transport- und Bankensektors gegründet, um ein zuverlässiges Netz von Flugverbindungen zwischen den französischen Regionen zu etablieren. Teilhaber waren unter anderen Air France (24 %) und die staatliche Eisenbahn SNCF. Der erste Flug fand am 16. März 1958 von Paris nach Straßburg statt; der Linienflugverkehr begann 1962 mit Vickers Viscount-Flugzeugen.
Air Inter führte neue Tarifsysteme ein, darunter die erste Jahreskarte, mit der man ein Jahr lang 30 % günstiger fliegen konnte, sowie die „Tarification tricolore“, bei der die Flugnummern je nach Tageszeit in roter, blauer oder schwarzer Schrift im Flugplan zusammen mit den entsprechenden Preisen abgedruckt wurden.

### 1970er bis 1990er Jahre
Nach der Einführung des TGV konkurrierte die SNCF besonders auf kurzen Strecken wie Paris-Lyon mit der Fluggesellschaft; die SNCF verkaufte in der Folge ihre Anteile an Air Inter.
Im Jahr 1974 übernahm Air Inter als einziger Betreiber die erste von 11 Dassault Mercure, einem erfolglosen französischen Konkurrenzmodell zur Boeing 737.
Anfang der 1990er Jahre machte die Europäische Union eine Trennung der Verflechtung zwischen Air Inter und Air France zur Bedingung für die Zustimmung zu Subventionen, die der französische Staat für die Sanierung der Air France bereitstellen wollte. Ab 1990 bildeten Air France, UTA und Air Inter die Groupe Air France. Durch die Fusion von Air France und UTA, die zu 35 % und 37 % an Air Inter beteiligt waren, erhielt die Gesellschaft die Kontrolle über Air Inter. Die Flugzeuge wurden im Stil der Air France umlackiert und trugen den Schriftzug Air Inter Europe, obwohl die Gesellschaft selbst in Air France Europe umfirmierte. Beim A330 wurde man Erstkunde.
Nach der Liberalisierung des Flugverkehrs in den 1990er Jahren konkurrierte Air Inter kurze Zeit mit der durch British Airways kontrollierten TAT (Transport Aérien Transrégional) sowie den französischen Gesellschaften AOM und Air Liberté, die schrittweise zu der von Swissair kontrollierten „neuen“ Air Liberté fusionierten, bevor die Gesellschaft nach den Finanzproblemen der Swissair Konkurs anmelden musste. Als Billigfluggesellschaft AirLib tauchte die Gesellschaft nochmals kurz am Markt auf, verschwand aber nach erneutem Konkurs. Die südfranzösische Regionalfluggesellschaft Air Littoral kooperierte eine Zeit lang mit Air Inter, hat aber ebenfalls Konkurs anmelden müssen. Durch die Konkurse der Mitbewerber konnten Air Inter und ihre Nachfolgerin Air France eine dominierende Stellung auf dem französischen Markt behalten.
Im April 1997 wurde Air Inter nach Widerständen durch die französischen Gewerkschaften mit Air France verschmolzen.
Air Inter bot zuletzt ein breites Angebot an Kunden- und Rabattkarten, darunter das eigene Vielfliegerprogramm „Frequence Plus“. Es war vom gleichnamigen Programm der Air France getrennt, die Punkte konnten jedoch unter bestimmten Bedingungen vom einen zum anderen übertragen werden. Außerdem gab es ein eigenes Vielfliegerprogramm für Jugendliche, „Frequence Jeune“, das inzwischen von Air France auf dem französischen Markt fortgeführt wird. Ebenfalls von Air Inter stammt La Navette, regelmäßige, teilweise sogar stündliche Flugverbindungen zwischen Paris-Orly und den französischen Metropolen ähnlich dem InterCity-Konzept der Eisenbahn.

## Flugziele
Sitz von Air Inter und gleichzeitig Heimatflughafen war Paris-Orly; nur sehr wenige Flüge wurden zum Flughafen Charles-de-Gaulle durchgeführt. Dadurch mussten Passagiere aus dem Ausland, die in der Regel in Charles-de-Gaulle ankamen, in Paris oft den Flughafen wechseln, wenn sie innerhalb Frankreichs weiterreisten. Diese Situation hatte sich nach der Fusion zwar verbessert, weiterhin werden Inlandsflüge aber hauptsächlich in Orly abgewickelt.

## Flotte

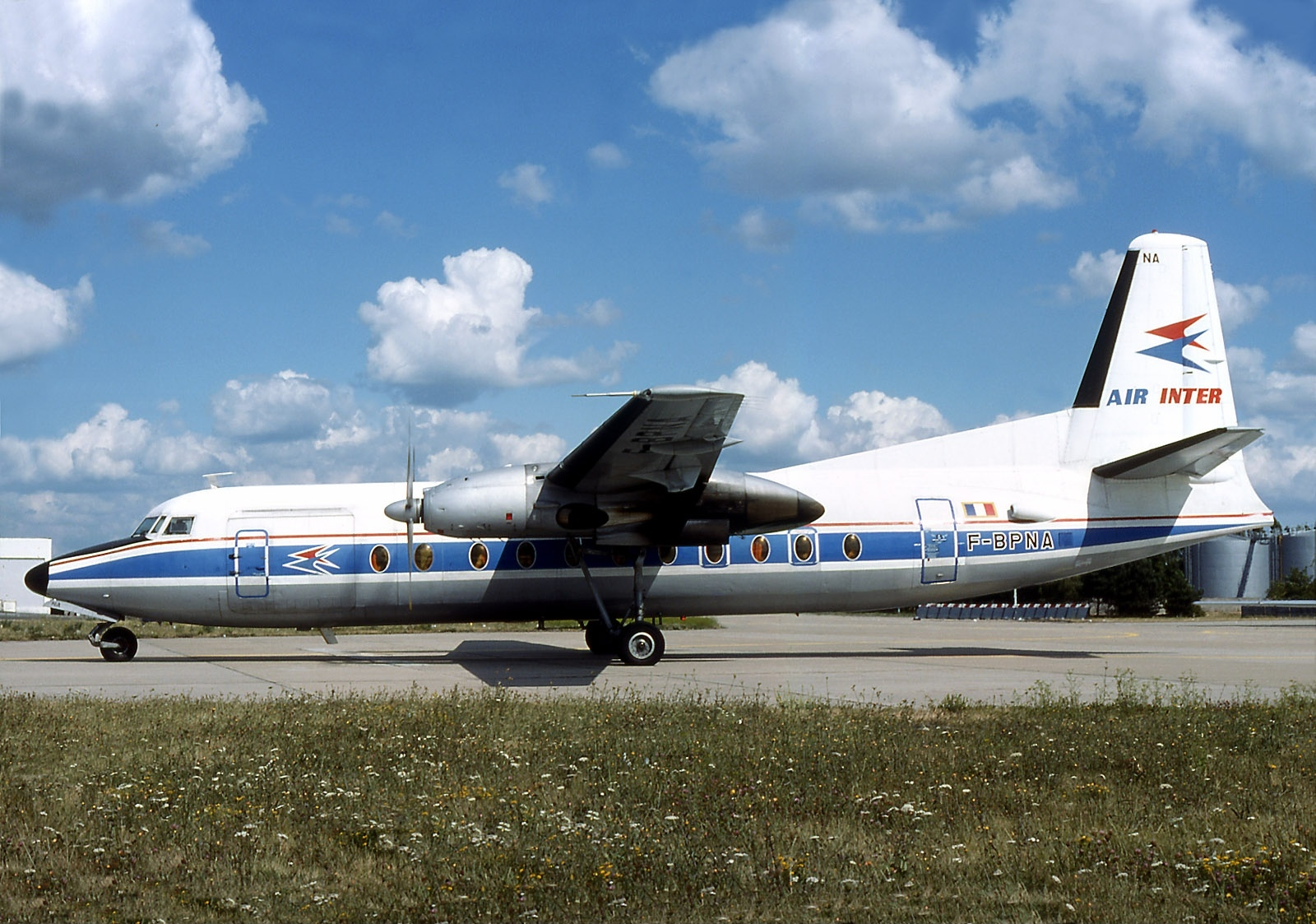
Fokker F-27 Friendship der Air Inter, 1978

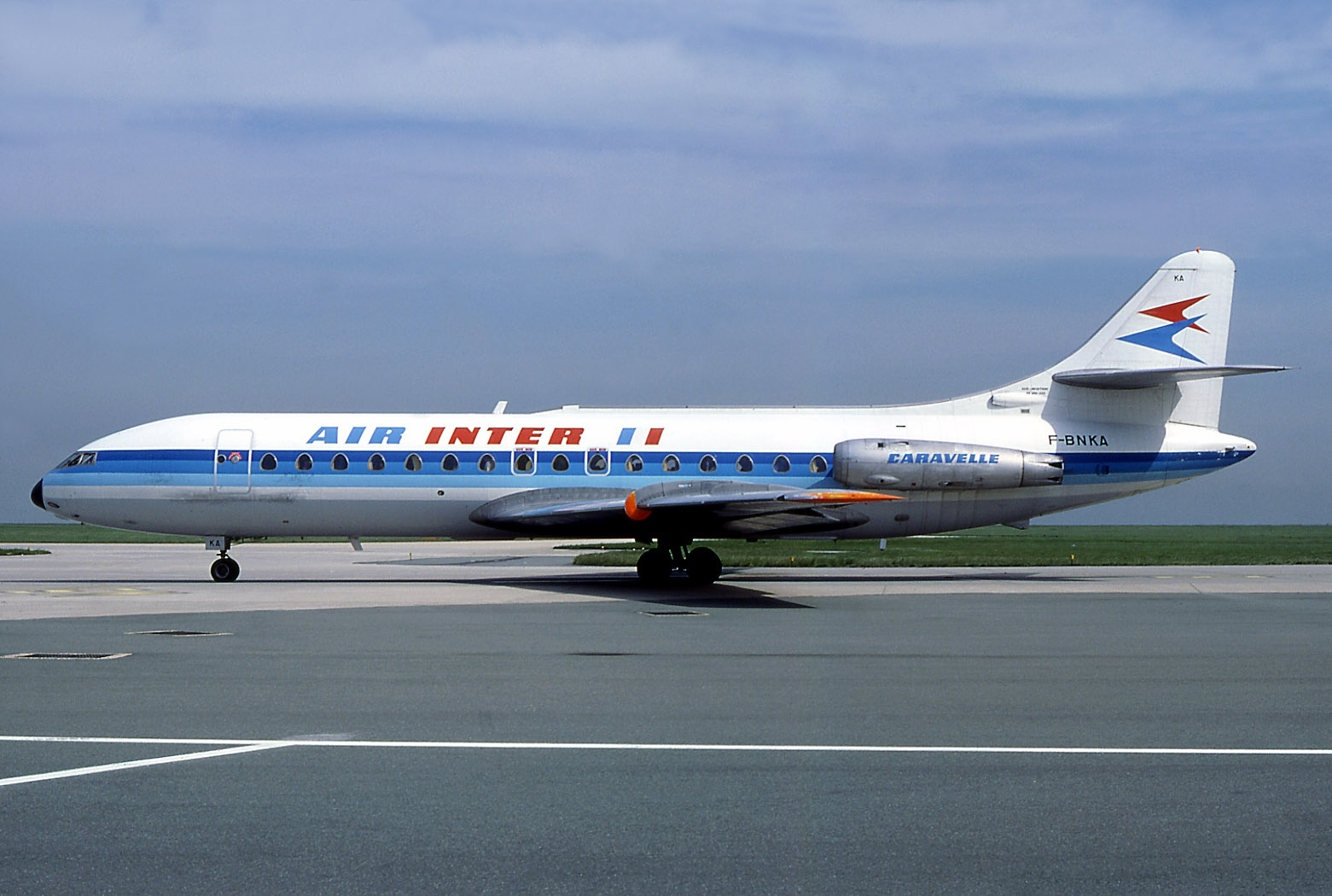
Eine Sud Aviation Caravelle III der Air Inter

Von der Aufnahme des Flugbetriebs bis zur Übernahme durch Air France nutzte Air Inter folgende Flugzeugtypen:

### Flotte bei Betriebseinstellung
- Airbus A300
- Airbus A319
- Airbus A320
- Airbus A321
- Airbus A330
- Fokker 100[3]

### Zuvor eingesetzte Flugzeuge
- Dassault Mercure
- Dornier 328
- Douglas DC-3
- Fokker F-27 Friendship
- Max Holste Super Broussard (Nord 260)
- Nord 262
- Sud Aviation Caravelle
- Vickers Viscount

## Zwischenfälle

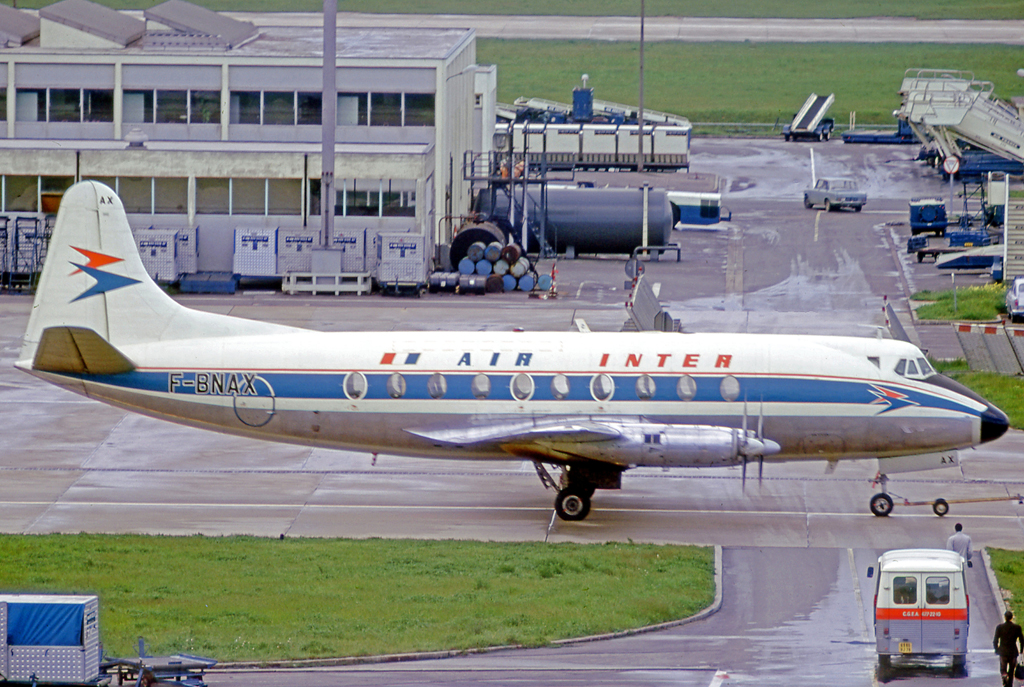
Eine mit den verunglückten Maschinen baugleiche Vickers Viscount der Air Inter, 1973

Von 1963 bis zur Betriebseinstellung 1997 kam es bei Air Inter zu acht Totalschäden von Flugzeugen. Bei drei davon kamen 163 Menschen ums Leben. Auszüge:
- Am 12. August 1963 kollidierte eine von Lille kommende Vickers Viscount 708 der Air Inter (Luftfahrzeugkennzeichen F-BGNV) im Anflug auf den Flughafen Lyon-Bron während eines Gewitters mit Bäumen. Das Flugzeug streifte ein Bauernhaus 24 Kilometer nördlich des Zielflughafens und stürzte schließlich in ein Feld. Von den 16 Insassen kamen 15 ums Leben, ebenso wie eine Person am Boden, lediglich ein Passagier überlebte.[5]

- Am 28. Dezember 1971 wurde in einer Vickers Viscount 708 der Air Inter (F-BOEA) beim Start zu einem Trainingsflug vom Flughafen Clermont-Ferrand der Ausfall des Triebwerks Nummer 4 (rechts außen) simuliert. Es kam zum Kontrollverlust, die Maschine geriet von der Startbahn ab und wurde irreparabel beschädigt. Die beiden Piloten (einzige Insassen) überlebten den Unfall.[6]

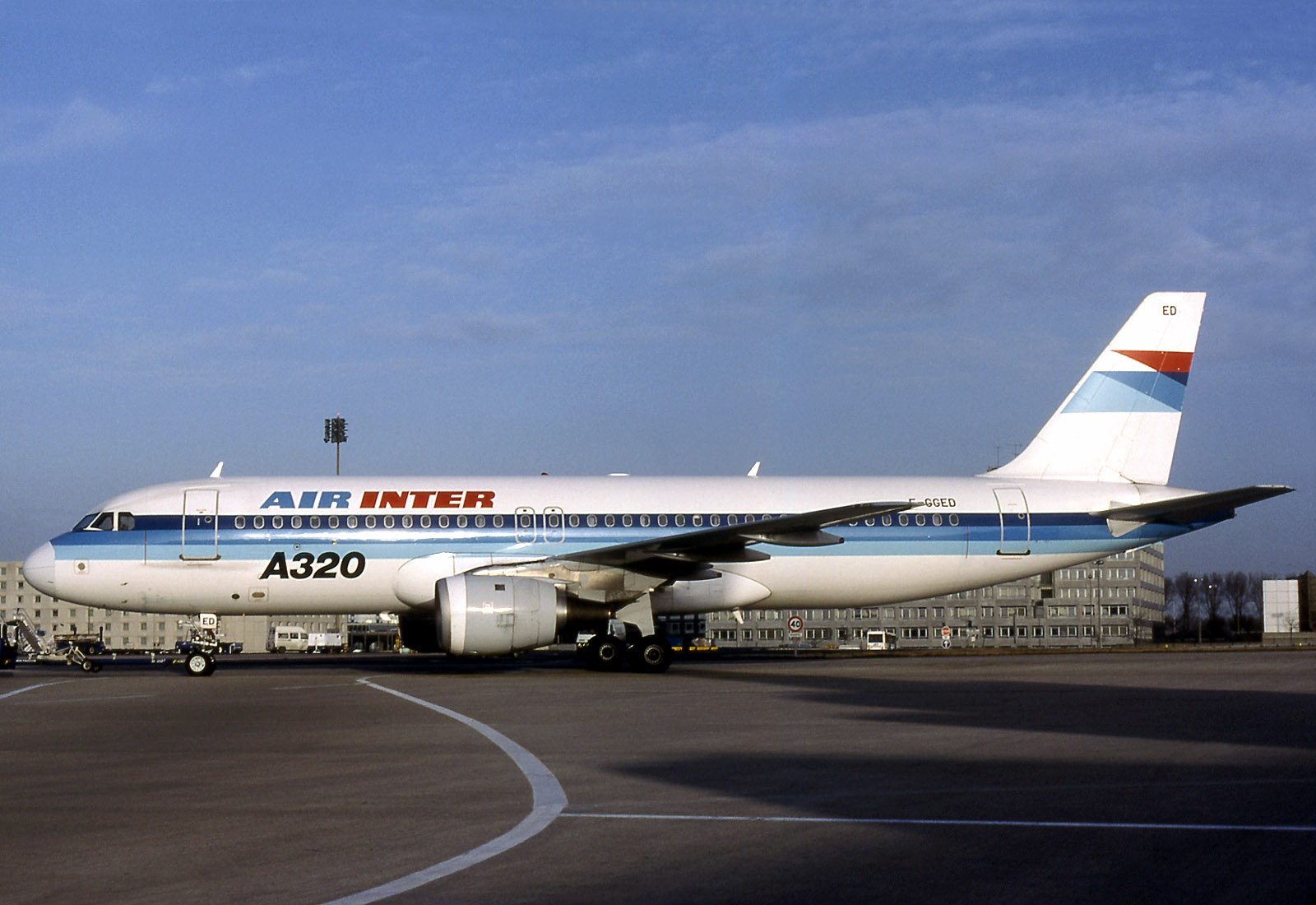
Der im Januar 1992 verunglückte Airbus A320 F-GGED der Air Inter, 1991

- Am 27. Oktober 1972 kollidierte eine Vickers Viscount 724 der Air Inter (F-BMCH) auf dem Flug von Lyon-Bron nach Clermont-Ferrand mit dem Gipfel des Bergs Picot bei Noirétable, etwa 44 Kilometer östlich des Zielflughafens. Wahrscheinlich aufgrund von Fehlanzeigen im Radiokompass (ADF) infolge atmosphärisch bedingter elektrischer Entladungen war es zum Orientierungsverlust der Piloten und zum Flug in den Berg gekommen. Von den 68 Insassen wurden 60 getötet, lediglich 8 Passagiere überlebten.[7]

- Am 6. August 1974 detonierte an einer über Nacht geparkten Fokker F-27-500 der Air Inter (F-BPNF) auf dem Flughafen Quimper (Département Finistère, Frankreich) eine Bombe unter dem Rumpf, auf der Höhe des Hauptfahrwerks. Die Explosion riss den Rumpf in der Mitte 4 Meter auf. Der obere Rumpf wurde durch die Explosion ebenfalls zertrümmert und die Tragflächen verformt. Die Triebwerke und Verkleidungen wurden verformt und teilweise abgerissen. Über Personenschäden ist nichts bekannt. Das Flugzeug wurde zerstört.[8]

- Am 20. Januar 1992 um 19:20 Uhr kollidierte ein Airbus A320-111 der Air Inter (F-GGED) im Landeanflug auf den Flughafen Straßburg mit dem Odilienberg (Vogesen) im Elsass. Von den 96 Insassen überlebten nur 9. Gründe waren das Cockpit-Design, Fehlanzeigen der VOR-Antenne, ein Navigationsfehler der Piloten, das Fehlen eines Ground Proximity Warning Systems (aus Kostengründen) sowie mehrstündige Verzögerungen bei den Rettungsmaßnahmen (siehe auch Air-Inter-Flug 148).[9]

- Am 24. April 1993 wurde ein Airbus A300B2-1C der Air Inter (F-BUAE) beim Zurückschieben auf dem Flughafen Montpellier (Département Hérault, Frankreich) gegen einen Lichtmast gefahren. Dabei wurde er irreparabel beschädigt. Alle 324 Insassen, Besatzungsmitglieder und Passagiere, überlebten den Totalschaden.[10]